# Gaspard III de Coligny
Pour les articles homonymes, voir Gaspard de Coligny, Coligny et Maison de Coligny.
Gaspard III de Coligny, duc de Châtillon, né le 26 juillet 1584 à Montpellier et mort le 4 janvier 1646 à Châtillon, comte de Coligny et seigneur de Châtillon-sur-Loing, puis duc de Coligny, marquis d'Andelot, Pair, amiral de Guyenne et maréchal de France (1622).

## Biographie

### Famille et origines
Gaspard de Coligny appartenait à la maison de Coligny (qui s'éteindra en 1694). Il était le fils de François de Coligny (1557-1591), et de Marguerite d'Ailly.

### Carrière militaire
En 1636, il participa au siège de Corbie.
En mai 1638, il essaye d'assiéger la ville de Saint-Omer. L'intervention de Thomas de Savoie puis de Piccolomini l'oblige à se retirer.
Le 6 juillet 1641, pendant la guerre de Trente Ans, Gaspard de Coligny, commande l'armée de Louis XIII à la bataille de la Marfée, où il est vaincu.

## Mariage et descendance

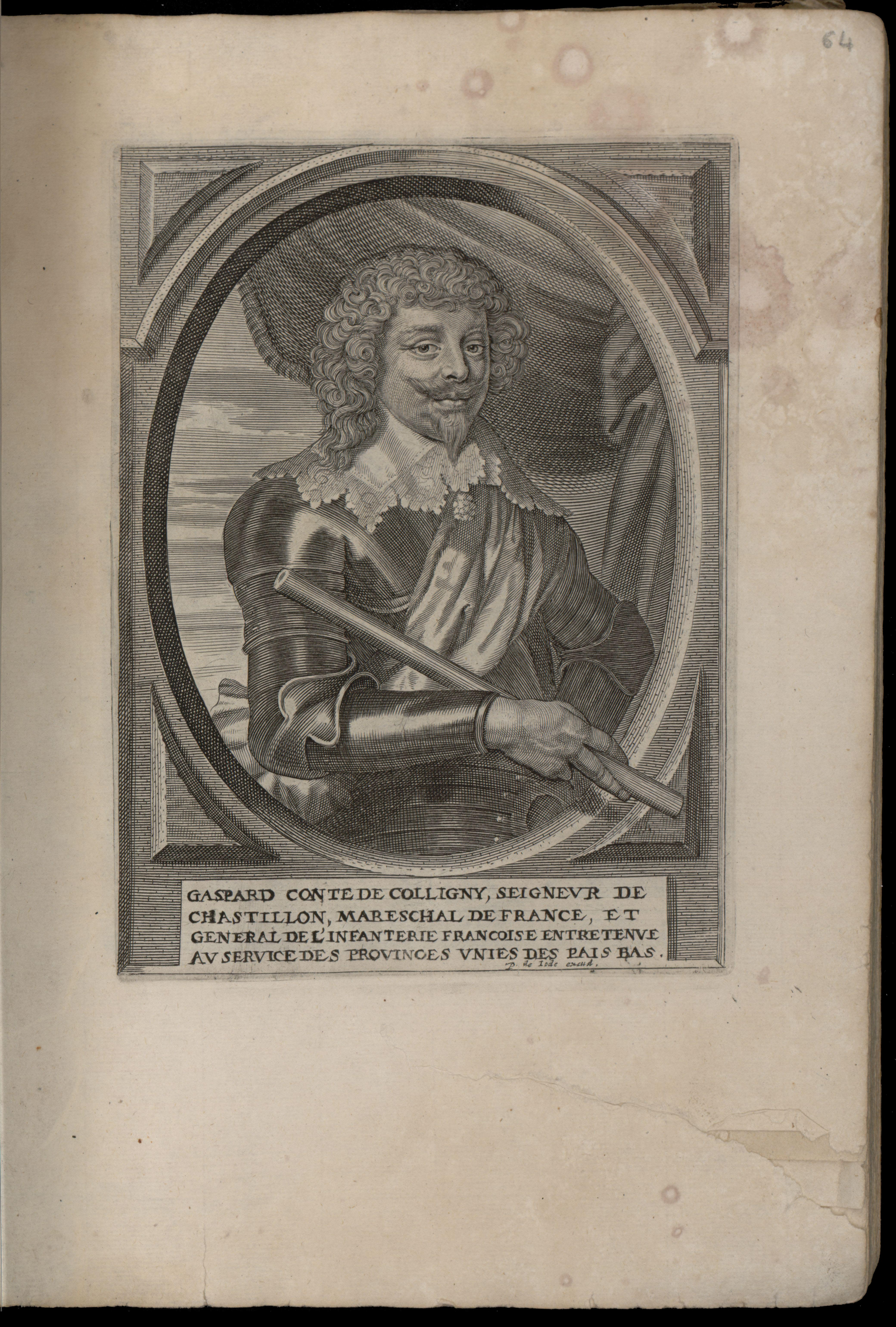
Portrait de Gaspard réalisé par Pieter de Jode le Jeune en 1652

Il épouse le 13 août 1615 Anne de Polignac (1598-1651), fille de Gabriel de Polignac (pas les Polignac du Velay, mais Polignac ou Poulignac en Charentes) et d'Anne d'Albin de Valzergues. De cette union naissent quatre enfants :
- Maurice (16 octobre 1618 à Châtillon-sur-Loing-23 mai 1644 à Vincennes), comte de Coligny, meurt dans un duel contre le duc de Guise.
- Gaspard IV de Coligny (9 juin 1620 à Châtillon-sur-Loing-9 février 1649 au château de Vincennes), duc de Châtillon puis duc de Coligny 1648. Épouse en 1645 Élisabeth-Angélique de Montmorency-Bouteville (1627-1695).
- Henriette de Coligny (1618-1673), épouse en 1643 Thomas Hamilton, comte de Haddington (en), puis en 1653 Gaspard de Champagne (-Parcé), comte de La Suze (mariage annulé).
- Anne (4 septembre 1624 à Châtillon-sur-Loing-13 janvier 1680 à Riquewir), épouse en 1648 Georges II, duc de Wurtemberg-Montbéliard (1626-1699).